# Fosfato hidrogenado de calcio
El fosfato dicálcico es una de las sales de calcio del ácido fosfórico, se encuentra sólida a temperatura ambiente y se presenta como un polvo blanco, inodoro e insípido que se mantiene estable expuesto al aire. Su fórmula química es CaHPO4 y se encuentra en la naturaleza como el mineral monetita.

## Propiedades
El fosfato dicálcico es prácticamente insoluble en agua, ya que su solubilidad en agua es de solo 0.000316 g/ml a 38 °C, pero es soluble en ácido clorhídrico, nítrico y acético.  
No es un material higroscópico, por lo que la forma común es la anhidra. 
Tiene un pH neutro y si bien es considerado relativamente seguro y no tóxico, si que puede ser irritante para la piel, los ojos y el sistema respiratorio.

## Preparación
Se puede producir de diferentes maneras.
- Se puede producir por la sustitución de fosfato disódico con cloruro de calcio.[3]

{\displaystyle {\ce {CaCl2{_{(aq)}}+Na2HPO4{_{(aq)}}->CaHPO4\downarrow {_{(s)}}+2NaCl{_{(aq)}}}}}
- Se puede producir reaccionando el ácido fosfórico con hidróxido de calcio.

{\displaystyle {\ce {Ca(OH)2{_{(s)}}+H3PO4{_{(aq)}}->CaHPO4\downarrow {_{(s)}}+2H2O{_{(l)}}}}}
- Se puede elaborar reaccionando ácido sulfúrico con una cierta cantidad de fosfato tricálcico.

{\displaystyle {\ce {Ca3(PO4)2{_{(s)}}+H2SO4{_{(aq)}}->2CaHPO4\downarrow {_{(s)}}+CaSO4{_{(aq)}}}}}

## Aplicaciones

### Farmacéutica
Se utiliza como suplemento nutricional de calcio y como excipiente por sus propiedades de compactación y buenas fluidez de material grueso.
En la industria se utiliza el polvo en 2 grados de grosor y se utiliza en la pasta de dientes como abrasivo, sin embargo, por esas mismas características abrasivas, cuando se utiliza en la producción de tabletas, debe combinarse con lubricantes como el estearato de magnesio o el estearilfumarato de sodio.

### Ganadería
Se utiliza como aditivo alimentario en el alimento de ganado y aves de corral para promover la digestión, aumentar el peso, la tasa de puesta o la tasa de producción de leche y tratar enfermedades como el raquitismo, la osteomalacia y la anemia.